# Chimarra bidens
Chimarra bidens är en nattsländeart som beskrevs av Georg Ulmer 1909. Chimarra bidens ingår i släktet Chimarra och familjen stengömmenattsländor. Inga underarter finns listade i Catalogue of Life.